# Kim Jong-boo
Kim Jong-boo (en coreano: 김종부 Tongyeong, Corea del Sur; 13 de enero de 1965) es un exfutbolista y entrenador surcoreano que jugó en la posición de mediocampista. Actualmente es el entrenador del Hebei FC de la Superliga China.

## Carrera

### Club
Inició su carrera a nivel universitario con el Korea University FC en 1983, logrando el título nacional en 1985, y en 1988 firma con el POSCO Atoms, equipo con el que jugó 33 partidos y anotó un gol, ganando el campeonato nacional en 1988 en dos temporadas con el equipo. En 1989 firma con el Daewoo Royals, con el que juega tres temporadas en 37 partidos y anotó cinco goles, además de ser campeón nacional en 1991.
En 1993 firma con el Seongnam Ilhwa Chunma donde solo jugó tres partidos y fue campeón nacional en dos ocasiones, para luego regresar al Daewoo Royals en el que solo jugó tres partidos y se retiró al finalizar la temporada.
Individualmente ganó el premio al jugador coreano del año en 1983, estuvo tres veces en el 11 ideal de la temporada surcoreana y el título de asistencias en 1988.

### Selección nacional
Jugó para Corea del Sur de 1983 a 1990 en 25 partidos y anotó ocho goles, uno de ellos fue en el empate 1-1 ante Bulgaria en la copa Mundial de Fútbol de 1986, siendo el primer punto obtenido por Corea del Sur en una Copa Mundial de Fútbol.
También formó parte de selección sub-20 en seis partidos anotó dos goles y logró el cuarto lugar en el mundial de México 1983, además de jugar con la selección universitaria en 1985.

#### Goles con selección nacional
| Fecha      | Sede             | Rival     | Goles | Resultado | Torneo                              |
| ---------- | ---------------- | --------- | ----- | --------- | ----------------------------------- |
| 3-11-1983  | Bangkok          | China     | 1     | 3–3       | Clasificación para Los Ángeles 1984 |
| 5-11-1983  | Bangkok          | Hong Kong | 3     | 4–0       | Clasificación para Los Ángeles 1984 |
| 10-11-1983 | Bangkok          | Hong Kong | 1     | 2–0       | Clasificación para Los Ángeles 1984 |
| 10-12-1985 | Guadalajara      | México    | 1     | 1–2       | Torneo en México                    |
| 13-12-1985 | Nezahualcóyotl   | Argelia   | 1     | 2–0       | Torneo en México                    |
| 6-6-1986   | Ciudad de México | Bulgaria  | 1     | 1–1       | México 1986                         |

### Entrenador
Su primer equipo fue la Dong-eui University FC de 2002 a 2005. Tras seis años inactivo dirige al Yangju Citizen de 2011 a 2012, luego dirige al Hwaseong FC de 2013 a 2015 y entre 2016 y 2019 dirige al Gyeongnam FC.
En 2021 toma el puesto de entrenador del Hebei FC en China.

## Logros

### Club
Korea University
- Korean National Championship: 1985

POSCO Atoms
- K League 1: 1988

Daewoo Royals
- K League 1: 1991

Ilhwa Chunma
- K League 1: 1993, 1994

South Korea
- Dynasty Cup: 1990

### Individual
- Futbolista Coreano del Año: 1983[2]
- Korean FA Best XI: 1983, 1984, 1985[3][4][5]
- Asistencias de la K League: 1988